# Freedom of the Seas
Le Freedom of the Seas (littéralement : « Liberté des mers ») est un navire de croisière de la Royal Caribbean Cruise Line mis à l'eau en avril 2006 et entré en service en juin de la même année pour des croisières dans les Caraïbes.
Sa construction s'est effectuée dans le chantier naval Aker Finnyards à Turku en Finlande en association avec la société Alstom marine, partenaire également des Chantiers de l'Atlantique de Saint-Nazaire.
Cet immense paquebot est le leader de la classe Freedom comprenant trois unités. Ont suivi le Liberty of the Seas et l’Independence of the Seas. Il mesure 339 mètres, ce qui en fait, à l'époque, l'un des paquebots les plus grands du globe, à peine 6 mètres de moins que le Queen Mary 2 qui était le plus long paquebot du monde après l’Oasis of the Seas. Cependant, il possède le plus important tonnage parmi les paquebots : 158 000 contre 151 400 pour le Queen Mary 2. La capacité de passagers et le tonnage l'emportant sur la taille, le Freedom of the Seas a été considéré pendant quelques années comme le plus important paquebot du monde avec le Liberty of the Seas, légèrement plus gros. Ils ont depuis été surpassés par les paquebots de la classe Oasis.
Ce « géant des mers » possède 15 ponts et peut emporter plus de 4 000 passagers, 5 740 si l'on inclut les membres d'équipage. La surface totale disponible pour les passagers est de 16 hectares, soit environ 24 terrains de football. Le coût de la série des trois navires est estimé à 2 milliards d'euros.

## Galerie

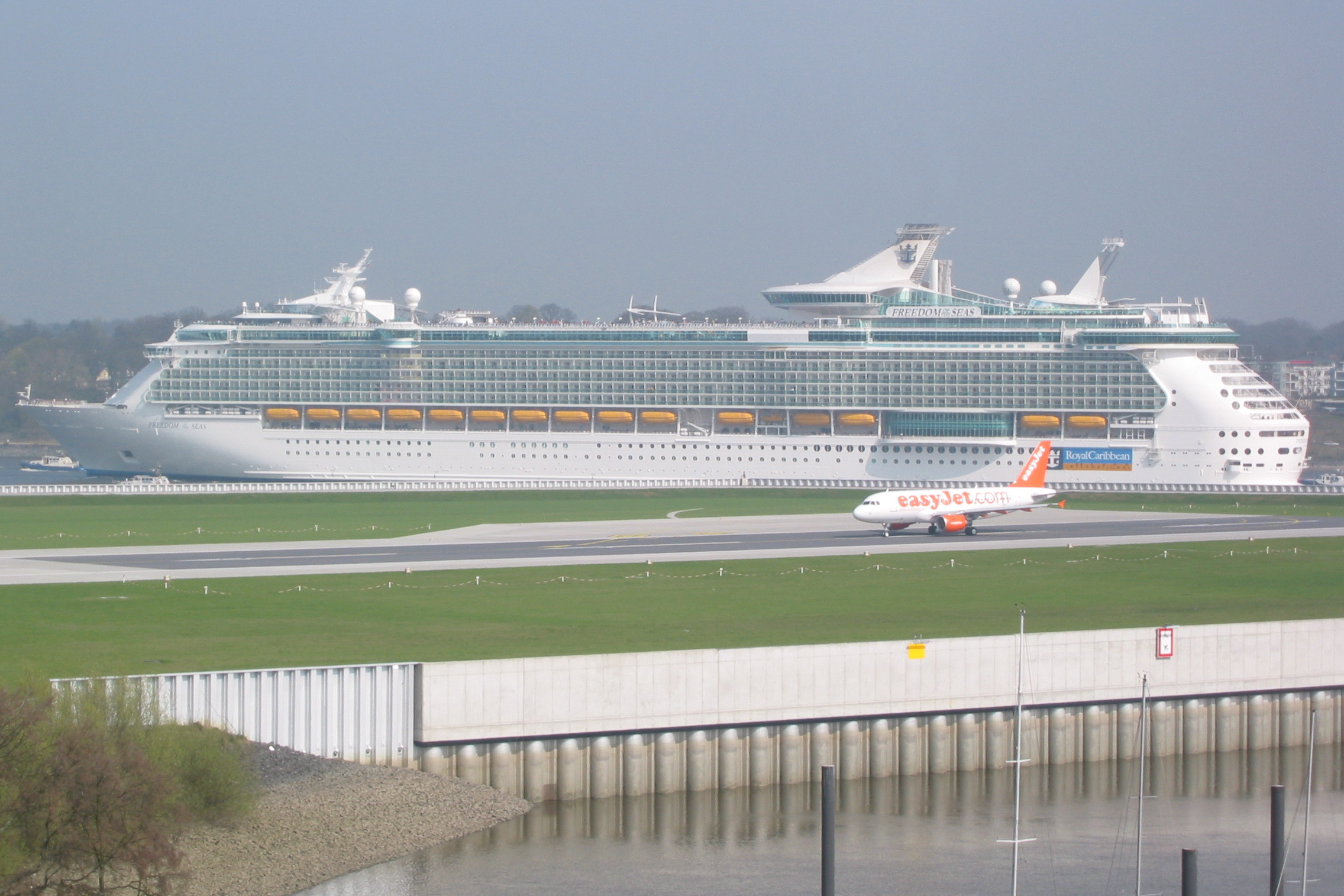
En navigation au large de Hambourg.
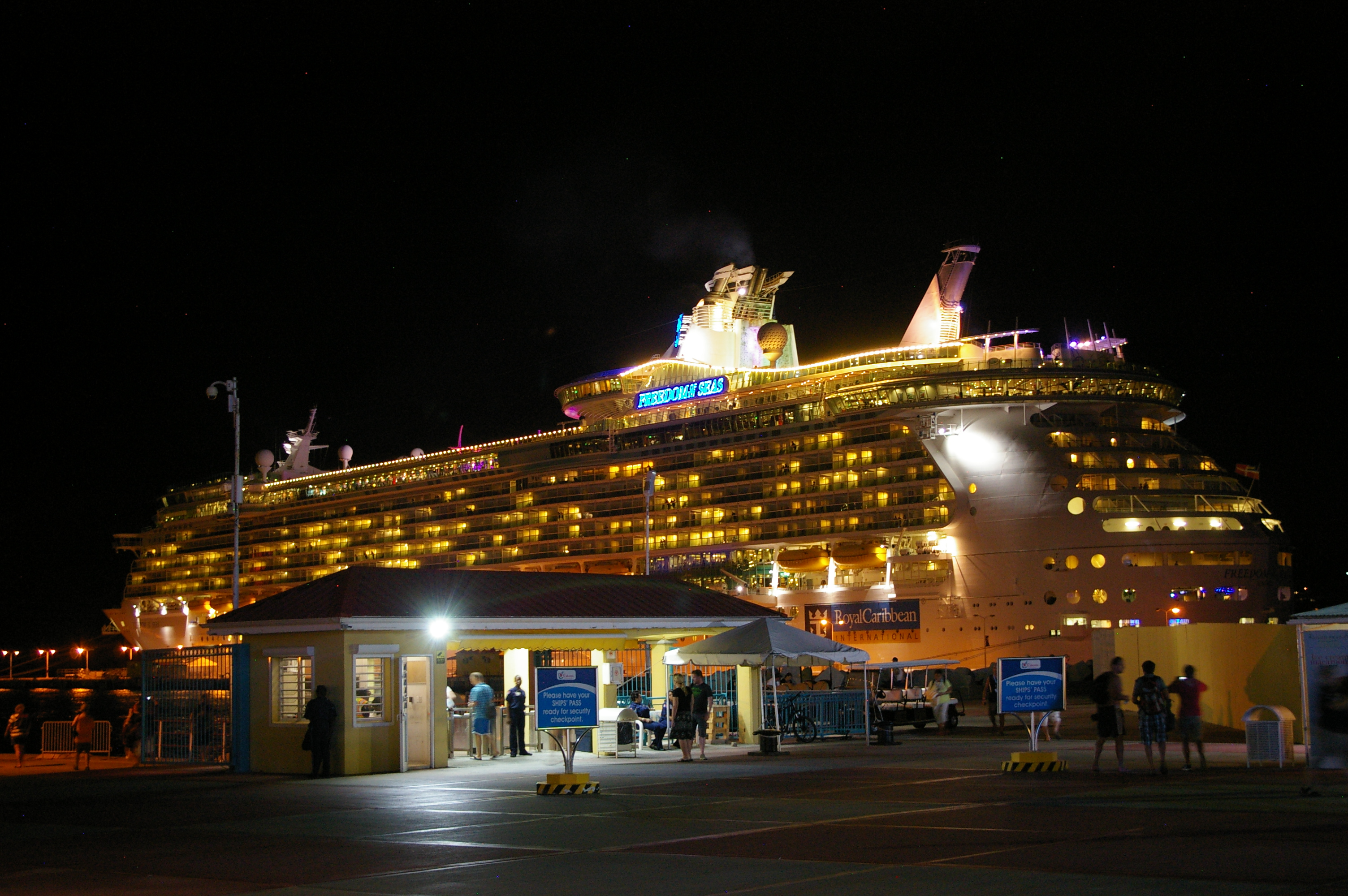
Vue nocturne à quai à Philipsburg.
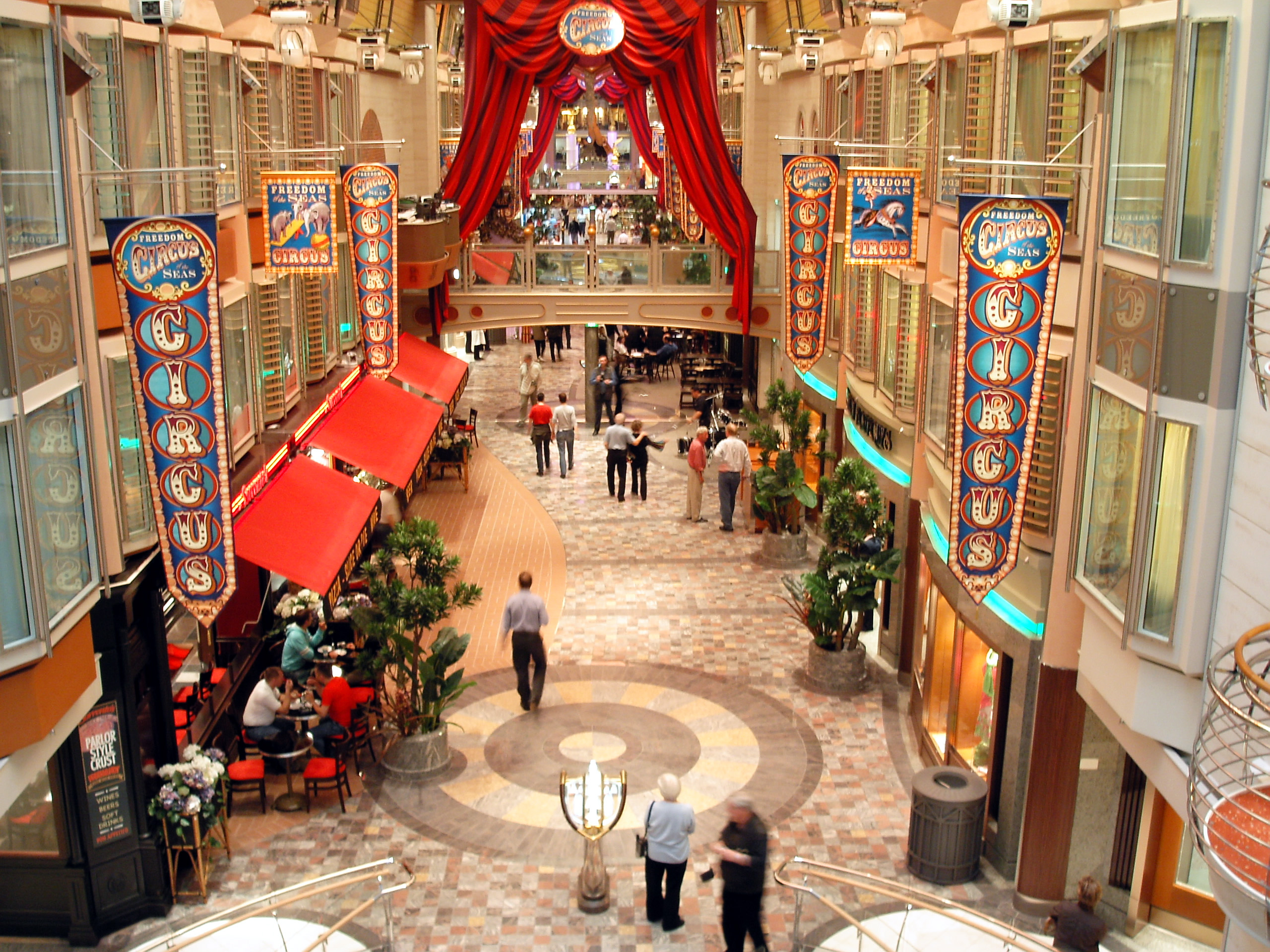
Intérieur du paquebot.
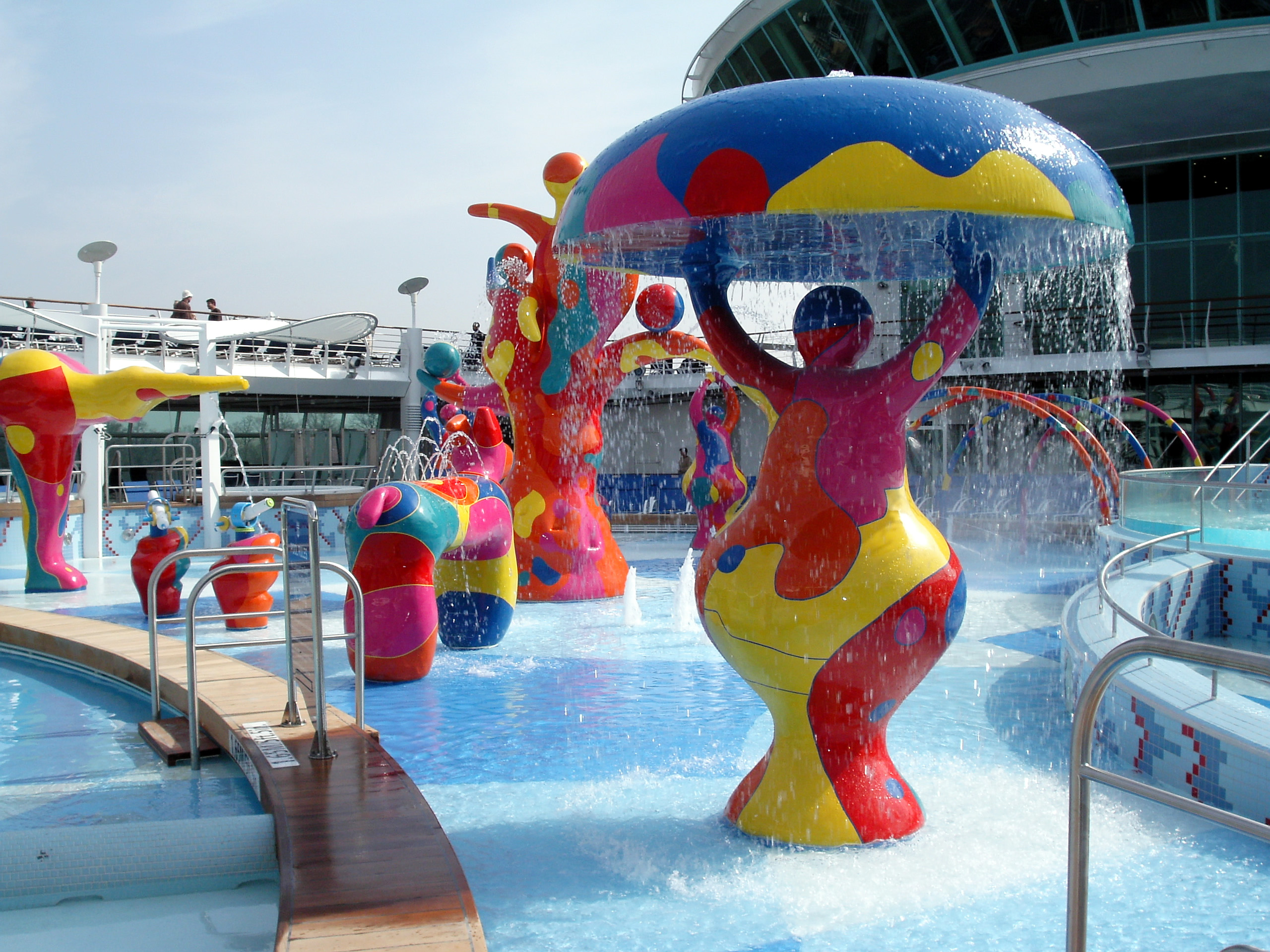
Piscine à bord : ici le bassin pour enfants avec sculptures-fontaines colorées.
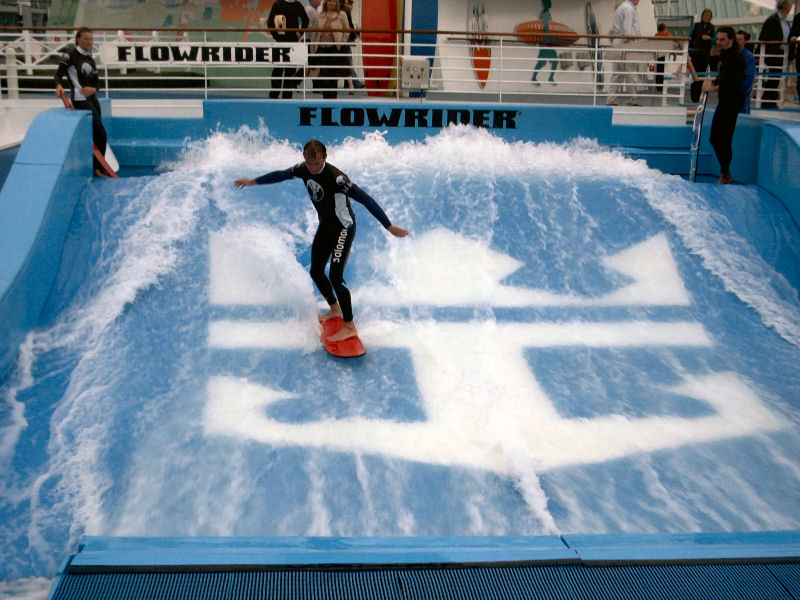
Simulateur de surf à bord du navire.
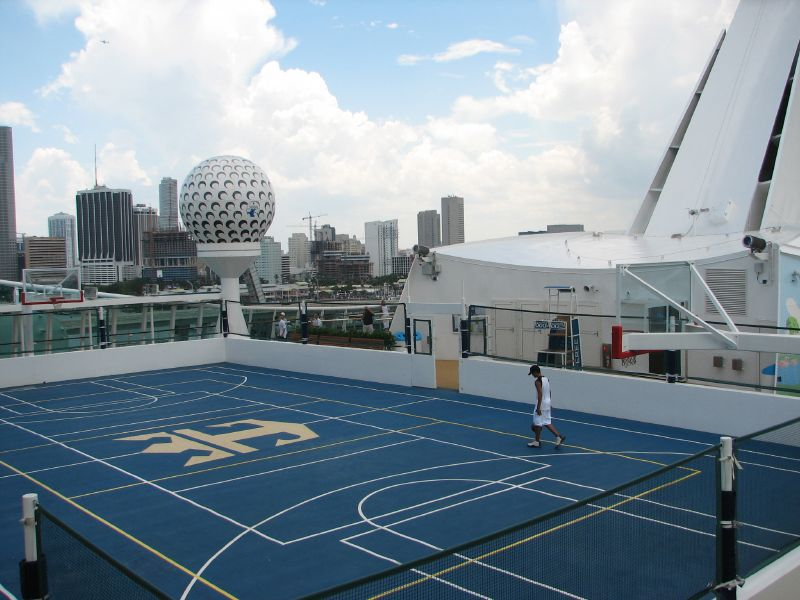
Terrain de sport à bord du navire.